# Miliá (Paphos)
Pour les articles homonymes, voir Milia.
Miliá (grec moderne : Μηλιά) est un village chypriote situé dans le district de Paphos et comptant plus de 14 habitants.